# Luis Aliaga
Fra Luis Aliaga Martínez (Saragossa, 1565/1566 - Saragossa, 11 de desembre de 1626). Dominic aragonès que fou confessor reial i inquisidor general.

## Biografia
Luis Aliaga neix al voltant de l'any 1566 a Saragossa, fill de Pablo Aliaga, natural de L'Anglesola, i de Gracia Martínez, de Saragossa, posseïdors d'una tenda de teixits. El seu pare mor prematurament i sa mare s'ocupa de tot fins que el prior del convent de predicadors de Saragossa, Jerónimo Xavierre, es fa càrrec de l'educació, tant d'ell com del seu germà menor, Isidoro Aliaga.
Entra en el convent de Saragossa i professa el 3 de novembre de 1582. Segueix els estudis en el col·legi de sant Vicent Ferrer, fundat en 1586 i que estava integrat en la universitat de Saragossa, obtenint els graus de lector de Prima de teologia, en 1600, i el doctorat el 16 d'octubre de 1602, i acaba donant classes de teologia en la mateixa universitat, on obté una càtedra.
A començaments de 1605 renuncia a la càtedra per a convertir-se en el primer prior del convent de dominics de Sant Ildefons de Saragossa, que acabava de fundar-se. A finals de 1606, Jerónimo Xavierre, aleshores mestre general dels predicadors, és nomenat confessor reial i Luis Aliaga l'acompanya, i poc després Aliaga mateix es converteix en el confessor del duc de Lerma, Francisco Gómez de Sandoval-Rojas y de Borja. Per a ajudar a Xavierre en el govern de l'orde dominicà, és nomenat provincial de Terra Santa i visitador de Portugal.
El 6 de desembre de 1608, ja mort Xavierre, i amb el suport del duc de Lerma ocupa el càrrec de confessor reial. Partidari inicialment del duc de Lerma, Aliaga comença aquest ministeri amb valor, prudència i ambició, i per damunt de tot, una lleialtat absoluta al rei. Així, a poc a poc es converteix en una figura important de la cort, i per tant, en un adversari del favorit del rei, el duc de Lerma, i del seu principal adlàter, Rodrigo Calderón, els quals intenten en diverses ocasions que perdi el favor reial sense aconseguir-lo. En els dos primers anys de confessor reial participa en la polèmica sobre l'expansió conventual, mostrant-se contrari.
El juliol del 1614 és nomenat inquisidor supernumerari del consell general de la Inquisició, i el 1615 és nomenat membre del Consell d'Estat.
En 1618 pren partit pel duc d'Uceda, Cristóbal Gómez de Sandoval y de la Cerda, fill del duc de Lerma, qui passa a ser el nou favorit de Felip III, i Luis Aliaga surt enfortit. Li és atorgada la dignitat d'arximandrita de Sicília. El 28 de gener de 1619, amb el suport del rei i del duc d'Uceda és nomenat inquisidor general, càrrec que compagina amb el de confessor reial.
Mort Felip III, el 31 de març de 1621, el seu fill i successor Felip IV forma el seu propi grup de poder encapçalat pel Comte-duc d'Olivares i aparta de la cort els favorits del seu pare, entre ells el mateix Luis Aliaga. L'inquisidor general és reclòs en el convent de predicadors de Huete (Conca) el 22 d'abril i s'inicia una campanya de desprestigi contra ell, amb un procés en el Sant Ofici per luteranisme i materialisme. Més tard és traslladat a altres convents en Guadalajara, Velilla i Barajas, on continua la reclusió. En setembre de 1626 demana i obté la llicència per residir en el convent de Sant Ildefons de Saragossa.
Mor l'11 de desembre de 1626 a Saragossa, i fou soterrat en el convent de predicadors de dita ciutat. El seu germà, l'arquebisbe Aliaga, encarrega a Gènova un sepulcre de marbres, àgates i altres pedres, d'alçada arquitectònica, que es converteix en el retaule major de l'església del convent.